# Sugar Ray Robinson vs. Rocky Graziano
Sugar Ray Robinson vs. Rocky Graziano è stato un incontro di pugilato disputatosi il 16 aprile 1952 presso il Chicago Stadium di Chicago, Illinois, Stati Uniti. Si trattò di un match con in palio il titolo mondiale dei pesi medi, e del penultimo combattimento di Graziano prima del ritiro. Anche Robinson si ritirò dal ring poco tempo dopo, annunciando nel dicembre 1952 di voler restituire la cintura di campione.
Ray Robinson difese il titolo mettendo KO l'avversario alla terza ripresa in un match breve, ma emozionante. A posteriori Robinson avrebbe riferito che nessuno in carriera gli aveva dato colpi più duri di quelli ricevuti da Graziano.

## Contesto
Nel 1952 Sugar Ray Robinson era il campione del mondo indiscusso dei pesi medi, dominatore incontrastato della categoria. Il suo sorprendente record era 130-2-2. Aveva affrontato alcuni dei migliori pugili della sua epoca, molti di loro all'apice di carriera. Il suo avversario, Rocky Graziano, era un personaggio degno di un romanzo. Dopo aver trascorso l'adolescenza tra il riformatorio e la strada, Rocky era stato anche lui campione del mondo dei medi, e aveva combattuto in una celebre trilogia di match con Tony Zale. Anche se aveva detenuto la cintura per un periodo di tempo limitato prima di cederla a Zale, lo stile di combattimento aggressivo di Graziano lo aveva reso un beniamino dei fan di tutte le età. Dopo la seconda sconfitta con Zale nell'ultimo dei loro tre confronti, Graziano intraprese una delle campagne di resurrezione della propria carriera di maggior successo nella storia di questo sport. Grazie ad essa ebbe l'opportunità di sfidare Robinson per il titolo.

## L'incontro
Il combattimento ebbe luogo davanti a un pubblico di 22 254 spettatori con un incasso al botteghino di 252 237,66 dollari. L'arbitro designato per la contesa fu Tommy Gilmore. Il compenso spettante a Sugar Ray fu di 82 208,40 dollari, mentre a Graziano andarono 68 507 dollari.
Nel terzo round Graziano riuscì a far cadere Robinson in ginocchio grazie a un destro in pieno viso, ma il campione si rialzò immediatamente. Meno di un minuto dopo, Robinson reagì mandandolo KO per un conteggio di "10" con un destro alla mascella.

## Conseguenze
Due mesi dopo il match con Graziano, Ray Robinson affrontò il peso mediomassimo "King" Joey Maxim. Si ritirò dal match alla tredicesima ripresa, a causa di un malore, sebbene fosse in vantaggio ai punti. Annunciò il suo ritiro dal ring nel dicembre 1952. Nel 1955 sarebbe poi tornato a combattere per continuare una seconda fase di quella che alla fine sarebbe diventata una delle carriere più prolifiche nella storia della boxe.
Rocky Graziano sarebbe salito sul ring un'ultima volta cinque mesi più tardi, per affrontare l'imbattuto Chuck Davey. Perse ai punti al decimo round per decisione unanime e in seguito si sarebbe ritirato dall'attività.